# Боец с шестом
«Боец с шестом» (кит. 五郎八卦棍, англ. The Eight Diagram Pole Fighter) — гонконгский фильм режиссёра Лю Цзяляна, вышедший в 1984 году. Фильм имеет и другие названия: «Клан копьеносцев», «Непобедимый боец с шестом».
Картина входит в список 100 лучших китайских фильмов по версии Hong Kong Film Award и занимает в нём 98 место.
Актёр Александр Фу погиб в автокатастрофе, до того, как съёмки фильма были завершены, и не появился в финальной сцене как изначально было написано в сценарии.

## Сюжет
С помощью генерала-предателя Династии Сун Пхунь Мэя, армия кидань-монгольской династии Ляо устроила ловушку для преданного генерала династии Сун Ён Ипа и его семерых сыновей на Золотом Пляже. Генерал и его сыновья были убиты или схвачены в засаде, кроме Пятого и Шестого сына, которым удалось сбежать. Шестой сын вернулся домой, но был сильно травмирован произошедшим. Тем временем Пятый сын нашёл убежище в монастыре на горе Утай, но аббаты монастыря посчитали, что он не достаточно спокоен, чтобы стать буддийским монахом. Поскольку лезвия не были разрешены на территории монастыря, парень использовал тренировки на копьях, чтобы заниматься с шестом, в конечном итоге разработал свою уникальную технику. Когда он, казалось, забыл о гневе, стало известно, что кидани схватили его младшую сестру, которая искала его. Теперь он должен нарушить буддийские обеты, чтобы спасти сестру и осуществить свою месть.

## В ролях
Примечание: имена героев даны в кантонской романизации.
| Актёр        | Роль                         |
| ------------ | ---------------------------- |
| Лили Ли      | жена Ён Ипа                  |
| Вон Ю        | Первый сын Ён Ипа            |
| Лау Кавин    | Второй сын Ён Ипа            |
| Роберт Мак   | Третий сын Ён Ипа            |
| Сяо Хоу      | Четвёртый сын Ён Ипа         |
| Гордон Лю    | Пятый сын Ён Ипа             |
| Александр Фу | Шестой сын Ён Ипа            |
| Чён Чиньпхан | Седьмой сын Ён Ипа           |
| Кара Хуэй    | дочь Ён Ипа, восьмой ребёнок |
| Ён Чинчин    | дочь Ён Ипа, девятый ребёнок |
| Лам Хакмин   | генерал Пхунь Мэй            |
| Джонни Ван   | принц Е                      |
| Чю Тхитво    | генерал Кунь Кхуай           |
| Филлип Ко    | настоятель монастыря         |
| Кинг Ли      | мастер Чихун                 |
| Лю Цзялян    | охотник                      |